# Football americano ai Giochi mondiali 2005
Il football americano è stato sport dimostrativo ai Giochi mondiali 2005. Gli incontri sono stati giocati alla MSV Arena di Duisburg il 15 e il 17 luglio 2005.

## Squadre partecipanti
| Pr. | Squadra   |
| --- | --------- |
| 1   | Francia   |
| 2   | Australia |
| 3   | Germania  |
| 4   | Svezia    |

## Stadi
Distribuzione degli stadi del torneo di football americano ai Giochi Mondiali 2005
| Duisburg                   |
| -------------------------- |
| MSV Arena                  |
| 51°24′32.52″N 6°46′43.19″E |
| Capacità: 31 500           |
| Altitudine: m s.l.m.       |
|                            |

## Tabellone
|  | Semifinali | Semifinali | Semifinali |          |        | Finale          | Finale          | Finale          |  |
|  |            |            |            |          |        |                 |                 |                 |  |
|  | Svezia     | Svezia     | 29         |          |        |                 |                 |                 |  |
|  | Svezia     | Svezia     | 29         |          |        |                 |                 |                 |  |
|  | Francia    | Francia    | 7          |          |        |                 |                 |                 |  |
|  | Francia    | Francia    | 7          |          | Svezia | Svezia          | 6               |                 |  |
|  |            |            |            |          | Svezia | Svezia          | 6               |                 |  |
|  |            |            | Germania   | Germania | 20     |                 |                 |                 |  |
|  | Germania   | Germania   | Germania   | Germania | 20     | 31              |                 |                 |  |
|  | Germania   | Germania   |            |          |        | 31              |                 |                 |  |
|  | Australia  | Australia  | 0          |          |        | Finale 3º posto | Finale 3º posto | Finale 3º posto |  |
|  | Australia  | Australia  | 0          |          |        |                 |                 |                 |  |
|  |            |            |            |          |        |                 |                 |                 |  |
|  |            |            |            |          |        | Francia         | Francia         | 14              |  |
|  |            |            |            |          |        | Francia         | Francia         | 14              |  |
|  |            |            |            |          |        | Australia       | Australia       | 0               |  |

## Semifinali
| Arbitri: | A. Olilla L. Bernstein T. Kimpel P. Mercier M. Tschurer T. Martin B. Johnson |

| |           |                                                                  |
| C. Malm 0':55" Q2 (TD) 58yd pass from C. Haraldsson J. Alnervik Q2 (pat) P. Lundqvist 1':15" Q2 (TD) 37yd int ret J. Alnervik Q2 (pat) J. Alnervik 6':13" Q2 (FG) 26yd J. Alnervik 0':44" Q4 (FG) 49yd P. Lundqvist Q4 (TD) 39yd int ret J. Alnervik Q4 (FG) 39yd | Marcatori | R. Rousset Q4 (TD) 24yd pass from J. Franco G. Courtois Q4 (pat) |

| Duisburg 15 luglio 2005, ore 18:00 Incontro 2 | Germania   | 31 – 0 (10-0 7-0 7-0 7-0) referto | Australia | MSV Arena |
| Martin Hanselmann Allenatori Paul Manera      |            |                                   |           |           |
|                                               |            |                                   |           |           |
| Martin Hanselmann                             | Allenatori | Paul Manera                       |           |           |

## Finale 3º - 4º posto
| Arbitro: | A. Olilla |

|             |            |                                                                                  |
|             | Marcatori  | Marceline (TD) G. Courtois (pat) Signori (TD) pass from Franco G. Courtois (pat) |
| Paul Manera | Allenatori |                                                                                  |

## Finale
| Arbitri: | M. Introini S. Monmerque P. Mercier J. Perez-Canto O. Valongo T. Martin B. Johnson |

| |            |                                                                 |
| Biedenkapp 5':39" Q3 (TD) 65yd pass from Ullrich Biedenkapp (pat) Biedenkapp 2':41" Q4 (FG) 38yd Poschmann 7':18" Q4 (TD) pass from Ullrich Biedenkapp (pat) Biedenkapp 9':32" Q4 (FG) 34yd | Marcatori  | J. Alnervik 6':18" Q1 (FG) 33yd J. Alnervik 4':38" Q3 (FG) 29yd |
| Starting offense M. Falkowski 2 FB M. Schuster 20 RB Ullrich 12 QB R. Llanos-F. 75 OT P. Hansen 64 OG D. Odenthal 65 C M. Pjanic 74 OG A. Mathes 66 OT A. Mittendorf 89 TE J. Heckenbach 6 WR M. von Garnier 80 WR Starting defense A. Doghmi 78 DE D. Engelbrecht 67 DT C. Koenigsmann 69 DT G. Winkler 94 DE A. Krueger 35 LB S. Wesche 44 LB A. Falkowski 5 LB S. Borowski 26 CB R. Freudenberg 33 CB Weil 4 S S. Tuch 19 S Riserve D. Slupinsky 3 B. Dreier 9 F. Bambuch 11 M. Friese 13 O. Radtke 25 J. Hennek 29 C. Poschmann 32 H. Voss 34 C. von Einem 45 M. Bleker 50 M. Elsen 56 F. Ingravalle 58 B. Baumann 60 F. Soehlke 61 R. Haas 62 S. Grundmann 76 J. Sidoroff 77 S. Judis 81 Biedenkapp 84 K M. Schoepf 85 Rauch 90 K. Nuttbohm 92 | Formazioni |                                                                 |
| Martin Hanselmann | Allenatori |                                                                 |

## Podio
| 2º posto Svezia | Medaglia d'oro ai Giochi mondiali 2005 Germania 1º titolo | 3º posto Francia |

## MVP

### Torneo
Joachim Ullrich, quarterback #12, Germania

### Reparto
- Attacco: Joachim Ullrich, quarterback #12, Germania
- Difesa: Patrick Lundqvist, free safety #27, Svezia

### Nazionale
- Australia: Patrick Ravelolson, wide receiver #88
- Francia: Sandino Octobre, runningback #23
- Germania: Joachim Ullrich, quarterback #12
- Svezia: Patrick Lundqvist, free safety #27

## All-Star Team

### Head coach
Martin Hanselmann, Germania

### Attacco
| Numero | Ruolo | Nome                  | Nazionale |
| ------ | ----- | --------------------- | --------- |
| 12     | QB    | Joachim Ullrich       | Germania  |
| 23     | RB    | Sandino Octobre       | Francia   |
| 27     | RB    | Laurent Marceline     | Francia   |
| 6      | WR    | Jörg Heckenbach       | Germania  |
| 81     | WR    | Oskar Dahlman         | Svezia    |
| 88     | WR    | Patrick Ravelolson    | Australia |
| 75     | OT    | Raphael Llanos-Farfan | Germania  |
| 66     | OT    | André Mathes          | Germania  |
| 74     | OG    | Julian Pjanic         | Germania  |
| 76     | OG    | David Krystalowizc    | Svezia    |
| 75     | C     | Erik Ahlberg          | Svezia    |

### Difesa
| Numero | Ruolo | Nome                 | Nazionale |
| ------ | ----- | -------------------- | --------- |
| 94     | DE    | Gunnar Winkler       | Germania  |
| 91     | DE    | Carl Carlsson        | Svezia    |
| 67     | DT    | Dennis Engelbrecht   | Germania  |
| 69     | DT    | Christoph Königsmann | Germania  |
| 5      | LB    | Albert Falkowski     | Germania  |
| 1      | LB    | Philippe Gardent     | Francia   |
| 37     | LB    | Andrew Bennet        | Australia |
| 33     | CB    | Ronny Freudenberg    | Germania  |
| 26     | CB    | Sebastian Borowski   | Germania  |
| 27     | FS    | Patrik Lundqvist     | Svezia    |
| 34     | SS    | Magnus Lundqvist     | Svezia    |

### Special team
| Numero | Ruolo | Nome            | Nazionale |
| ------ | ----- | --------------- | --------- |
| 89     | K     | Jesper Alnervik | Svezia    |
| 24     | KR    | Rémi Rousset    | Francia   |

## Fair Play Award
Francia